# Herwig Driesschaert
Herwig Driesschaert (Kortrijk, 7 februari 1938 - Leuven, 6 juli 2010) was een Vlaamse kunstenaar.
Twee elementen staan centraal in zijn werk: de mens en de natuur. Volgens Driesschaert zit de mens gevangen in een onnatuurlijk leven waaruit hij wil ontsnappen. De twee zijn in zijn werken dan ook onlosmakelijk met elkaar verbonden zoals in de pentekening De mens in bewondering voor de natuur waarmee hij in 1966 in West-Vlaanderen de Provinciale Prijs voor de Grafiek won of zoals in zijn schetsen en schilderijen van ruiters waarop hij zich in de jaren 70 en 80 focuste.

## Vorming
Driesschaert liep school aan het Kortrijks Atheneum en studeerde er vervolgens edelsmeedkunst aan de Stedelijke Academie voor Schone Kunsten. Daarna werd hij student aan het Hoger Instituut Sint-Lucas te Gent, waar hij in 1962 de Grote Prijs won met zijn werk "De Hoofdzonden".
- Library of Congress Control Number: n79047207
- Nederlandse Thesaurus van Auteursnamen: 072051434
- RKD-Nederlands Instituut voor Kunstgeschiedenis: 24230
- Virtual International Authority File: 8660550
- WorldCat: E39PBJckPQR3wYg3XgtqxXth73